# De Havilland DH.82 Tiger Moth
El De Havilland DH.82 Tiger Moth es un biplano británico de los años 30 del siglo XX diseñado por Geoffrey de Havilland y construido por la De Havilland Aircraft Company. Fue operado por la Real Fuerza Aérea británica (RAF) y por muchos otros operadores como entrenador primario. Además del principal uso del modelo como entrenamiento inicial, la Segunda Guerra Mundial vio a los Tiger Moth de la RAF operando en otras tareas, incluyendo la vigilancia marítima y preparaciones anti invasión defensivas; algunos aviones incluso fueron equipados para funcionar como bombarderos ligeros armados.
El Tiger Moth permaneció en servicio con la RAF hasta que fue superado y reemplazado por el De Havilland Chipmunk a principios de los años 50. Muchos de los aviones militares excedentes fueron posteriormente pasados a realizar operaciones civiles. Muchos países han usado el Tiger Moth en aplicaciones civiles y militares, y aún permanece ampliamente en uso como avión recreativo. Todavía es usado ocasionalmente como entrenador primario, particularmente para aquellos pilotos que esperan a ganar experiencia antes de pasarse a otras aeronaves de rueda de cola. Muchos Tiger Moth son empleados actualmente por varias compañías para ofrecer experiencias de prueba. El club De Havilland Moth, fundado en 1975, es una asociación actual de propietarios que ofrece club y apoyo técnico.

## Desarrollo

### Orígenes
Entre las razones por las que De Havilland persiguió el desarrollo del Tiger Moth está la insatisfacción personal de Geoffrey de Havilland, propietario y fundador de la compañía, que buscaba producir un avión ligero superior a dos de sus diseños, el Humming Bird y el DH.51. De su anterior experiencia, De Havilland sabía la dificultad e importancia de dimensionar correctamente un avión para presentarlo a varios sectores del mercado civil, como el turismo, entrenamiento, clubes de vuelo y clientes de aviación privada; la firma había obtenido previamente una cierta popularidad con una versión reducida del DH.51, designada De Havilland DH.60 Gipsy Moth.
El punto inicial para el Tiger Moth fue, de hecho, el exitoso motor Gipsy Tiger. Se habían desarrollado exitosamente motores más capaces, y la compañía había producido un prototipo para probar el nuevo motor De Havilland Gipsy III. Este prototipo, un monoplano de ala baja, era inicialmente una modificación del Gipsy Moth estándar; más tarde se convirtió en la primera aeronave que fue llamada Tiger Moth. Mejoras realizadas en el monoplano Tiger Moth se incorporaron inicialmente en una versión de entrenador militar del De Havilland DH.60 Moth, designada DH.60T Moth (en la nomenclatura posterior, la T significaba “Tiger”, además de entrenador (Trainer)). Según el autor de aviación A.J. Jackson, el desarrollo de la versión estándar del Tiger Moth desde el prototipo monoplano había sido relativamente sencillo después de este punto.
El DH.60T Moth tenía varios defectos, y por ello fue objeto de varios cambios, como la adopción de soportes entre planos acortados para elevar las puntas alares, debido al insuficiente espacio con el suelo que se descubrió que existía mientras realizaba pruebas en RAF Martlesham Heath. Como resultado de las pruebas en Martlesham, se emitió un informe favorable del modelo, lo que provocó que el mismo fuera rápida y formalmente adoptado como el nuevo entrenador básico de la Real Fuerza Aérea (RAF). Un único prototipo, designado DH.82 Tiger Moth, fue ordenado por el Ministerio del Aire británico bajo la Especificación 15/31, que buscaba un entrenador ab initio adecuado.
Uno de los principales cambios realizados respecto a la anterior serie Moth fue necesario por el deseo de mejorar el acceso a la cabina delantera, ya que el requerimiento de entrenamiento especificaba que el ocupante del asiento delantero tenía que ser capaz de escapar fácilmente, especialmente llevando un paracaídas. El acceso a la cabina delantera de los predecesores del Moth estaba restringido por la proximidad del depósito de combustible de la aeronave, directamente encima de la cabina delantera y de los soportes de cabaña traseros del ala superior. La solución adoptada fue adelantar el ala superior, pero aflechando las semialas para mantener el centro de sustentación. Otros cambios incluyeron una estructura reforzada, escotillas plegables hacia abajo a ambos lados de la cabina y un sistema de escape revisado.
El 26 de octubre de 1931, el primer Tiger Moth real, el prototipo E6, realizó su primer vuelo en el Stag Lane Aerodrome, Edgware, Londres; el piloto de pruebas jefe de De Havilland, Hubert Broad, estaba los mandos durante este primer vuelo. Poco después se comenzó la construcción de los primeros 35 aviones de producción para la RAF, designados K2567-K2601, tras la publicación de la Especificación T.23/31; además, se construyeron dos aviones equipados con flotadores, el S1675 y el S1676, según la Especificación T.6/33.

### Producción

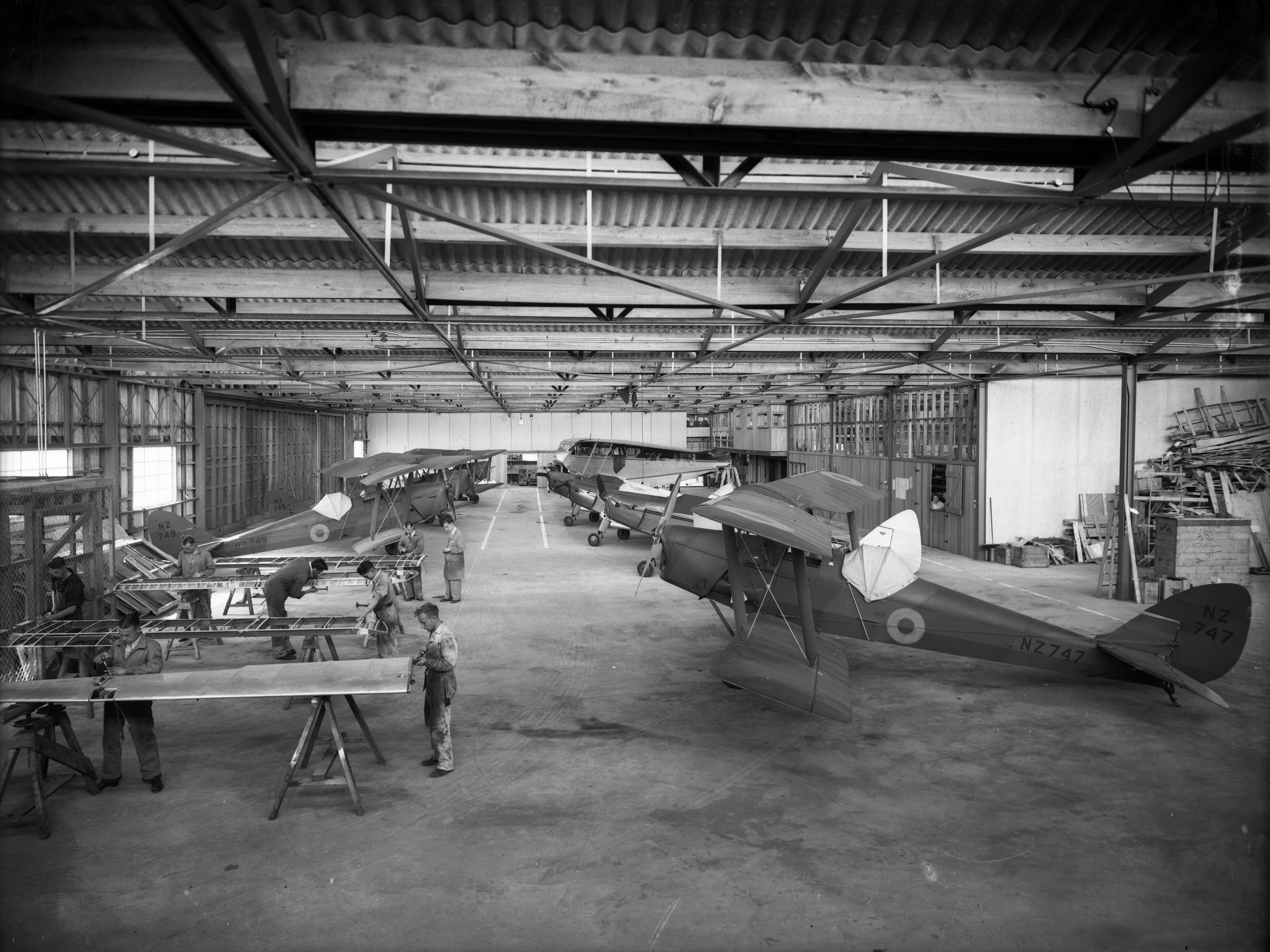
Tiger Moth de la Real Fuerza Aérea de Nueva Zelanda con capotas de vuelo a ciegas para el entrenamiento instrumental, a principios de la guerra.

El Tiger Moth se convirtió rápidamente en un éxito comercial, y varios ejemplares fueron exportados a más de 25 fuerzas aéreas de varias naciones. Además de la demanda militar, la aeronave también fue producida para el mercado civil. En un momento dado, el flujo de órdenes del Tiger Moth ocupó efectivamente casi toda la capacidad de De Havilland de producir aeronaves, quedando poco hueco para acomodar a los clientes domésticos. En 1932, De Havilland también desarrolló un económico aerotaxi desde el Tiger Moth; usando casi todos los componentes principales del anterior, en combinación con un nuevo fuselaje de contrachapado que acomodaba a 4 personas en una cabina cerrada, fue comercializado como Fox Moth. Tras la finalización de toda la fabricación, otras empresas reconstruirían ocasionalmente aparatos Tiger Moth a una configuración similar a la del Fox Moth, como el Thruxton Jackaroo.
A finales de 1934, 50 Tiger Moth de un diseño más refinado, a veces llamados Tiger Moth II, fueron entregados a la RAF; estas aeronaves adoptaron el motor De Havilland Gipsy Major, capaz de generar 130 hp, y el uso de un recubrimiento de contrachapado en el fuselaje trasero, en lugar de la tradicional tela recubriendo larguerillos. A través del periodo 1934-36, la actividad de producción se centró en cubrir la demanda en los entrenadores militares, incluyendo varios contratos emplazados para la RAF por la Especificación T.7/35, junto con órdenes de exportación de siete operadores de ultramar. También estaban siendo producidos ejemplares civiles en esa época, tanto para clientes privados británicos como para clientes de exportación en países como Ceilán, Grecia, Lituania, Rodesia, Perú y Suiza.
Después de 1936, la tasa de aceleración gradual en la fabricación del Tiger Moth había alcanzado un punto en el que la capacidad de producción pudo superar finalmente las demandas de los clientes militares. Al inicio de la Segunda Guerra Mundial, un total de 1424 Tiger Moth había sido completado por la fabricación doméstica y de ultramar. En 1941, De Havilland transfirió la actividad de fabricación principal del Tiger Moth de su fábrica de Hatfield a Morris Motors Limited en sus instalaciones en Cowley, Oxford. En 1945, toda la actividad de la producción británica del Tiger Moth había finalizado; en esa época, Morris Motors había completado un total de 3433 aparatos.
La fabricación del modelo en ultramar comenzó en 1937, siendo el primer constructor De Havilland Canada en sus instalaciones de Downsview, Toronto, Ontario. Además de un lote inicial de 25 Tiger Moth que fue construido para la Real Fuerza Aérea Canadiense (RCAF), la firma canadiense comenzó a construir fuselajes que fueron exportados al Reino Unido para su completación. Los Tiger Moth construidos en Canadá presentaban modificaciones para acomodarse al clima local, junto con una rueda de cola reforzada, frenos operados manualmente (construidos por la Bendix Corporation), barras radiales del tren de aterrizaje más cortas y las patas del tren de aterrizaje principal fueron inclinadas hacia delante como protección ante capotajes durante el frenado. Además, la cabina tenía una gran cubierta deslizante equipada con calefacción obtenida del tubo de escape; también se ofrecieron varias disposiciones alternativas del tren de aterrizaje. Al final de la producción canadiense, De Havilland Canada había fabricado un total de 1548 ejemplares de todas las versiones, incluyendo el DH.82C y las variantes propulsadas por el motor Menasco Pirate estadounidense (con rotación opuesta “a derechas”/”en sentido contrario a las agujas del reloj” respecto al Gipsy Major “a izquierdas”/”mismo sentido que las agujas del reloj”), conocidos como Menasco Moth; también incluyendo 200 Tiger Moth que fueron construidos como encargos de la Ley de Préstamo y Arriendo en la época de la guerra, de las Fuerzas Aéreas del Ejército de los Estados Unidos (USAAF), que fueron designados con propósitos administrativos como PT-24, antes de ser entregados a la RCAF.
También hubo otra producción en ultramar, siendo la mayoría durante la época de la guerra. De Havilland Australia ensambló un lote inicial de 20 aeronaves a partir de piezas enviadas desde el Reino Unido, antes de embarcarse en su propia campaña de producción principal del DH.82A, que resultó en un total de 1070 Tiger Moth construidos en Australia. A finales de 1940, el primer Tiger Moth ensamblado en Australia realizó su primer vuelo en Bankstown, Sídney. La mayoría de las aeronaves australianas fueron entregadas a la Real Fuerza Aérea Australiana (RAAF); aunque varios lotes fueron exportados, incluyendo 18 ejemplares para las USAAF y 41 para la Real Fuerza Aérea india (RIAF).
Se completaron 132 Tiger Moth en Nueva Zelanda por De Havilland Aircraft of New Zealand. 23 fueron construidos en Suecia como Sk.11 por AB Svenska Järnvägsverkstädernas Aeroplanavdelning, 91 fueron construidos en Portugal por OGMA, y otros 38 en Noruega por Kjeller Flyfabrikk (algunas fuentes dicen 37 aparatos, ya que el primero puede haber sido ensamblado desde un kit), además de una gran cantidad de aeronaves que fueron ensambladas desde kits enviados desde el Reino Unido.

### Diseño
El De Havilland DH.82 Tiger Moth es un biplano ligero monomotor. Fue desarrollado principalmente para ser usado por clientes privados, así como para la instrucción de pilotos de operadores civiles y militares. Típicamente, está propulsado por un motor De Havilland Gipsy III de 120 hp; los modelos posteriores están equipados a menudo con modelos más potentes de este motor, aunque algunos han sido remotorizados por otras compañías.
Una característica distintiva del diseño del Tiger Moth es su sistema diferencial de control de alerones. Los alerones (solo en el ala inferior) de un Tiger Moth son operados por una palanca acodada circular montada externamente, que permanece al ras con el recubrimiento inferior de tela del ala inferior. Esta palanca acodada circular rota mediante cables y cadenas metálicos desde las columnas de control de la cabina, y tiene la varilla actuadora del alerón montada externamente, unida en un punto a 45° hacia fuera y hacia delante del centro de la palanca acodada cuando los alerones están en su posición neutra. Esto da como resultado un sistema de control de alerones que funciona sin apenas desplazamiento hacia abajo en el ala en el exterior del giro, mientras que el alerón en el interior se mueve mucho más hacia arriba para contrarrestar la guiñada adversa.
Desde el principio, el Tiger Moth demostró ser un entrenador ideal, simple y barato de costear y mantener, aunque los movimientos de control requerían una mano positiva y segura, ya que había cierta lentitud en las acciones de control. Algunos instructores preferían estas características de vuelo debido al efecto de “eliminación” de los pilotos estudiantes ineptos.

### Características de vuelo

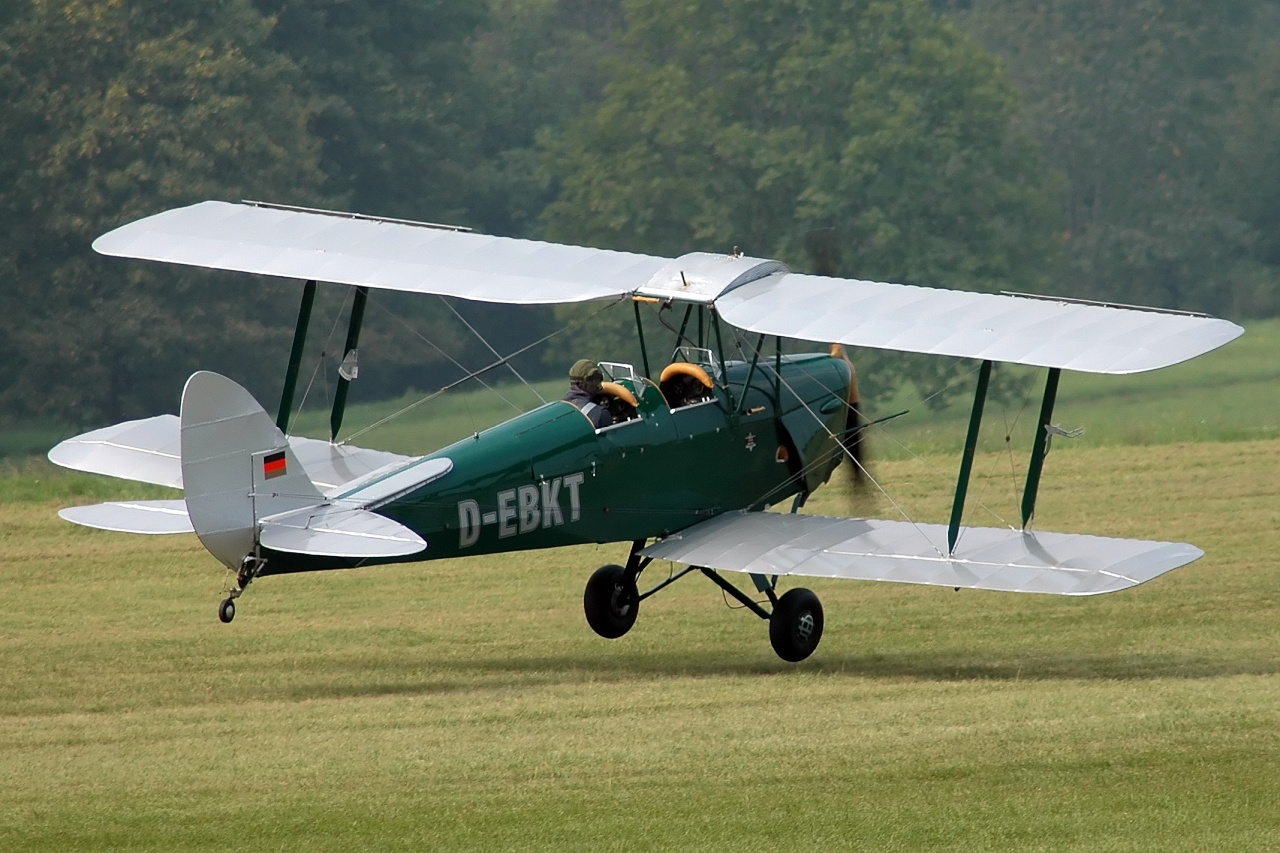
DH.82A Tiger Moth en 2005.

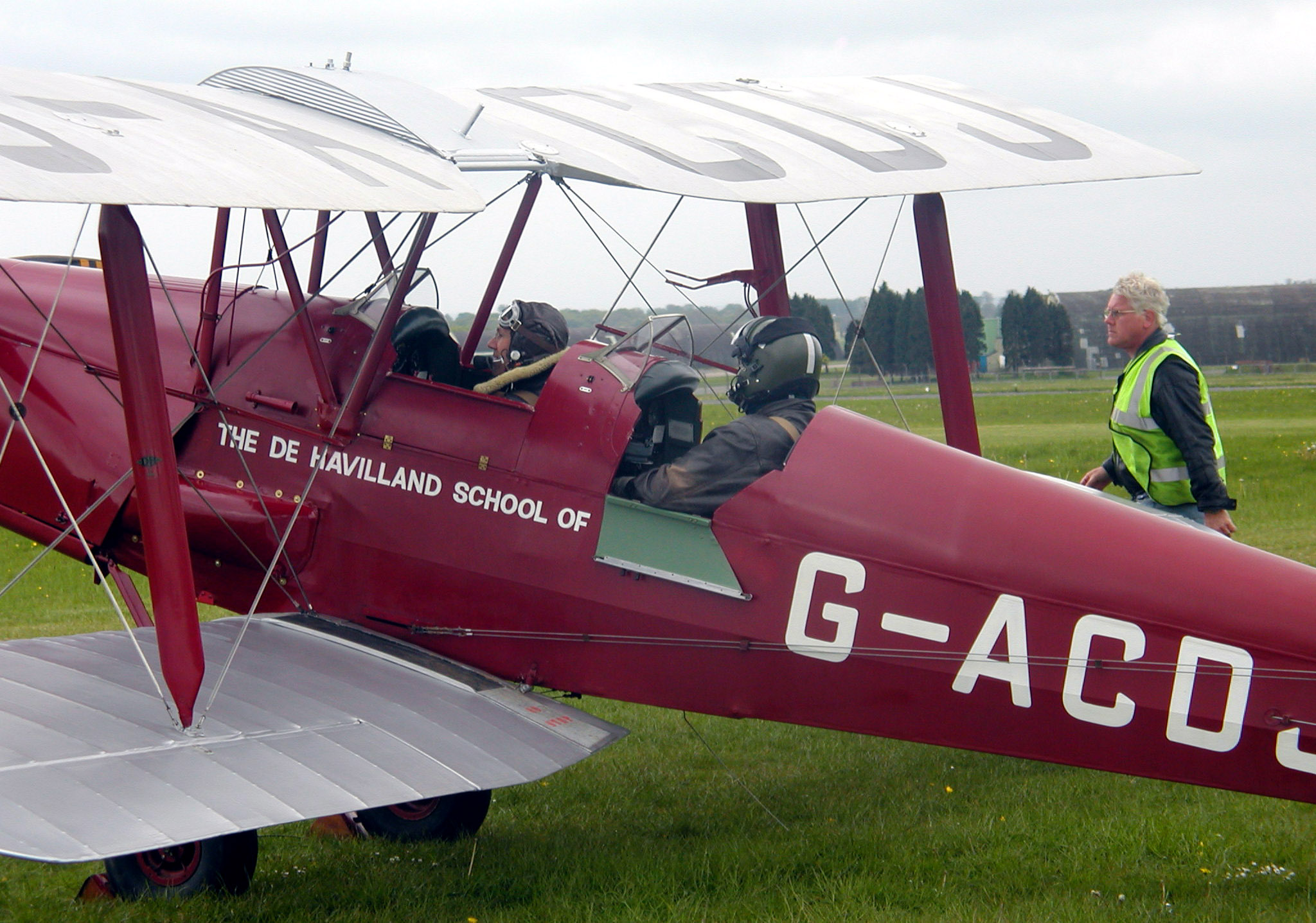
Un Tiger Moth construido en 1933.

El Tiger Moth responde bien a los controles y es bastante fácil de volar para un avión de rueda de cola. Sus grandes alas “de paracaídas” son bastante indulgentes, y entra en pérdida a velocidades inferiores a los 25 nudos con el motor encendido. Sus características de entrada en pérdida y barrena son bondadosas. Tiene algo de guiñada adversa y por ello requiere acciones de timón durante los giros. El Tiger Moth exhibe los requerimientos fundamentales de un avión de entrenamiento, al ser “fácil de volar, pero difícil de volar bien”; el manejo bondadoso del avión cuando está dentro de sus límites lo hacen fácil para que el novato aprenda las habilidades básicas de vuelo. Al mismo tiempo, técnicas como el vuelo coordinado deben ser aprendidas y usadas de forma efectiva, y el avión mostrará que es mal manejado para un instructor o un alumno atento. Ya que el entrenamiento progresa hacia áreas más avanzadas, especialmente la acrobacia, las habilidades requeridas por parte de un piloto de Tiger Moth aumentan. El avión no “saldrá volando de los problemas”, como algunos aviones de entrenamiento, sino que en su lugar, si es mal manejado, entrará en pérdida o en barrena. Sin embargo, las entradas en pérdida y en barrena son bondadosas, de nuevo mostrando un pilotaje deficiente sin poner en peligro a la aeronave o a la tripulación. Estas características fueron de incalculable valor para los operadores militares, que debían identificar aquellos pilotos con el potencial de progresar hacia un caza, aquellos más adecuados a máquinas de menores prestaciones, y aquellos que debían ser relegados a puestos de tripulación de no pilotaje.
Debido a que el Tiger Moth no tiene sistema eléctrico, debe ser arrancado a mano. Esto debe ser realizado con cuidado para evitar ser golpeado por la hélice, lo que resultaría en serias heridas. Siendo un biplano de rueda de cola, el carreteo también requiere cuidado. El piloto no puede ver directamente hacia delante, por lo que el ala inferior puede golpear obstáculos, y es susceptible a las ráfagas de viento por su gran e inclinada ala superior.
El despegue no tiene eventos notables, y tiene un régimen de ascenso razonable. Sin embargo, la potencia plena no debe de ser mantenida por más de un minuto para evitar dañar el motor.
El diseño biplano del Tiger Moth lo hace robusto y es completamente acrobático. Sin embargo, tiene alerones sólo en su ala inferior, lo que hace que su régimen de alabeo sea relativamente lento para un biplano; y, como se ha dicho previamente, los alerones de un Tiger Moth operan normalmente con un alto grado de operación diferencial por diseño (deflexión principal hacia arriba, casi nada hacia abajo) para evitar problemas de guiñada adversa en el vuelo normal. La mayoría de las maniobras se comienzan a alrededor de 90 a 110 nudos, y tiene una Velocidad de No Exceder (VNE) de 140 nudos. Es importante bloquear los slats automáticos (flaps del borde de ataque) durante las maniobras acrobáticas.
Existen dos métodos de aterrizaje. El aterrizaje “a ruedas” implica poner el avión en la pista a una velocidad moderada justo con las ruedas principales en el suelo, con la cola alta hasta que se reduzca la velocidad. No tiende a rebotar. A diferencia de la mayoría de los aviones de rueda de cola, los aterrizajes de tres puntos a baja velocidad son bastante difíciles debido a que no hay suficiente autoridad del elevador para mantener la cola baja en la actitud correcta de tres puntos. Esto significa que la cola necesita ser descendida rápidamente y justo a la velocidad correcta para conseguir el momento angular que la lleve lo suficientemente abajo.
Las cabinas abiertas permiten a los pilotos mover sus cabezas por encima de los laterales para ver la pista durante la aproximación y el aterrizaje. Como el avión es de rueda de cola, es esencial aterrizarlo recto sin movimientos laterales, para evitar capotajes en tierra.
Una característica a menudo no documentada es que el mecanismo de deshielo del carburador se activa automáticamente cuando se reduce la potencia. Esto significa que cuando un motor funciona mal debido al hielo, el piloto debe reducir la potencia aún más y luego esperar a que el hielo se derrita.

## Historia operacional

### Introducción

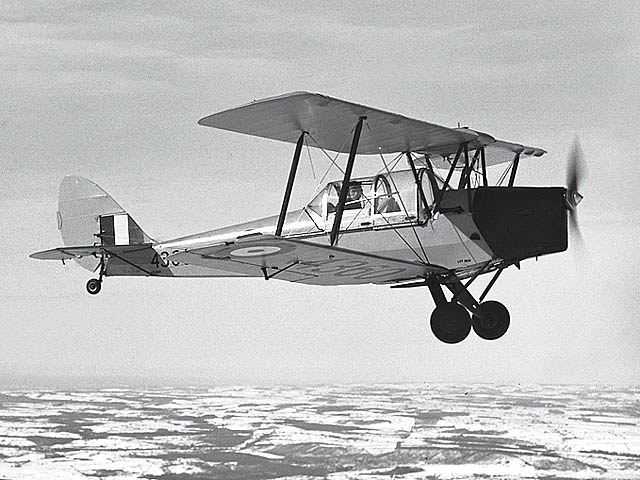
DH.82C Tiger Moth canadiense mostrando su característica cubierta.

La RAF ordenó 35 Tiger Moth I de doble control que tenían la designación de compañía DH.82. Una orden posterior fue emitida por 50 aeronaves propulsadas por el motor De Havilland Gipsy Major I (130 hp), que fue el DH.82A o Tiger Moth II de la RAF. El Tiger Moth entró en servicio con la Escuela Central de Vuelo de la RAF en febrero de 1932. Durante los años previos a la guerra, se compraron crecientes números de Tiger Moth para la RAF y para clientes de ultramar; en 1939, se habían creado cerca de 40 escuelas de vuelo que operaban el modelo, nueve de las cuales también operaban modelos con registros civiles.
De 1937 en adelante, el Tiger Moth estuvo disponible para los clubes de vuelos generales, habiendo estado la producción previamente ocupada con los clientes militares. El modelo fue usado rápidamente para reemplazar aviones más antiguos en la tarea de entrenamiento, como el anterior De Havilland Cirrus Moth y Gipsy Moth. Al comienzo de la Segunda Guerra Mundial, la RAF tenía alrededor de 500 Tiger Moth en servicio. Además, casi todos los Tiger Moth operados civilmente en la Commonwealth fueron rápidamente requisados y puestos al servicio de sus fuerzas aéreas respectivas para cubrir la ardua demanda de guerra de aviones entrenadores.

### Entrenamiento

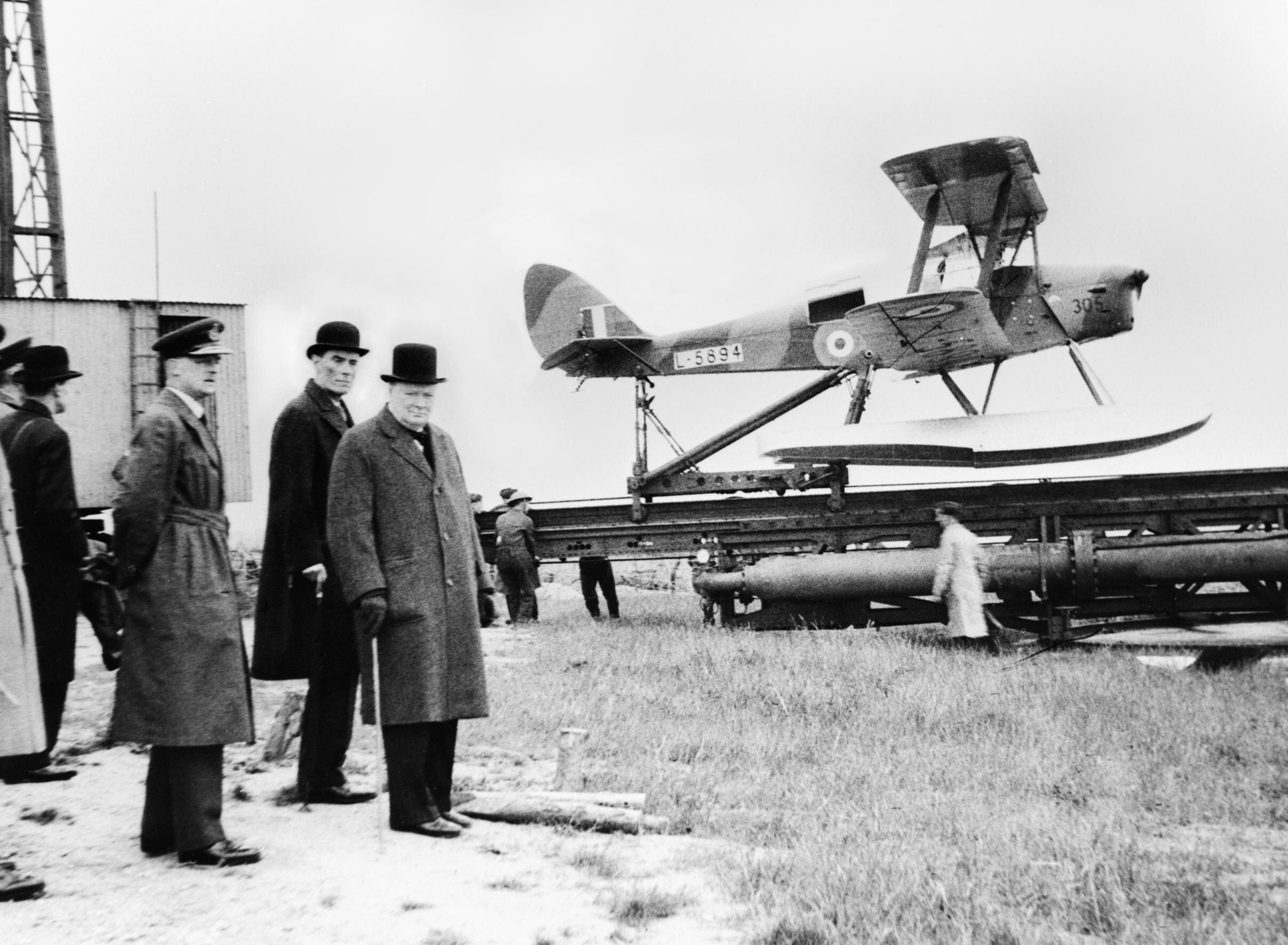
Winston Churchill, David Margesson y otros esperando a ver el lanzamiento de un blanco aéreo no tripulado DH.82 Queen Bee, 6 de junio de 1941.

El Tiger Moth se convirtió en el entrenador principal en la Commonwealth y en cualquier parte. Fue el modelo principal usado por el Plan de Entrenamiento Aéreo de la Commonwealth, donde millares de pilotos militares saborearon por primera vez el vuelo en esta pequeña y robusta máquina. La RAF encontró el manejo del Tiger Moth ideal para entrenar a futuros pilotos de caza. Dócil en general e indulgente en las fases de vuelo normales encontradas durante el entrenamiento inicial, cuando se usaba en acrobacia y entrenamiento en formación, el Tiger Moth requería capacidades definidas de concentración para hacerlo bien (una maniobra chapucera podría causar fácilmente que el avión entrara en pérdida o en barrena). De 1941 en adelante, todos los Tiger Moth militares y muchos civiles fueron reequipados con extensiones anti barrena posicionadas en las uniones entre el fuselaje y el borde de ataque del plano de cola, conocidas como Mod 112; más tarde, los compensadores de los alerones fueron desmontados para mejorar las prestaciones de recuperación de barrenas.

### Blanco aéreo de puntería no tripulado
En 1935 apareció el DH.82 Queen Bee, una versión sin piloto y radiocontrolada del Tiger Moth, usada para el entrenamiento de los artilleros antiaéreos. El uso de la palabra dron, como término genérico para las aeronaves sin piloto, aparentemente se originó del nombre y tarea del Queen Bee (ya que la palabra dron hace una referencia a la abeja macho que realiza un vuelo en búsqueda de la abeja reina y posteriormente muere). El DH.82 tenía un fuselaje de madera, basado en el del DH.60 Gipsy Moth (con cambios estructurales apropiados relacionados con el emplazamiento de los soportes de cabaña) y las alas del Tiger Moth II. Los Queen Bee retenían la cabina normal delantera para realizar vuelos de pruebas o de traslado, pero tenía un sistema de radiocontrol en la cabina trasera que operaba los controles usando servosistemas controlados neumáticamente.
Se construyeron un total de 400 ejemplares por De Havilland y 70 más por Scottish Aviation. Había alrededor de 300 ejemplares en servicio al comienzo de la Segunda Guerra Mundial.

### Patrulla costera
En diciembre de 1939, debido a la escasez de aviones de patrulla marítima, 6 escuadrillas de Tiger Moth fueron operadas por el Mando Costero de la RAF para realizar vuelos de vigilancia sobre aguas costeras, conocidos como “patrullas espantapájaros”. Los aviones operaban en parejas y estaban armados sólo con una pistola Very. La intención era forzar a cualquier U-boot invasor a sumergirse; un avión permanecería en el lugar mientras que el otro buscaría un buque de patrulla costera al que pudiera conducir hasta el blanco. Debido a que no estaban equipados con radio, cada avión llevaba también un par de palomas mensajeras en una cesta de mimbre para solicitar ayuda en caso de un aterrizaje forzoso en el mar. A veces se llevaba una bomba de 11,5 kg, pero no hay registros de que haya sido lanzada ninguna en acción.

### Preparaciones anti invasión
Como consecuencia de la desastrosa campaña de Gran Bretaña en Francia, en agosto de 1940 se iniciaron tres propuestas de sistemas de defensa de playas. 350 Tiger Moth fueron equipados con soportes para bombas para servir como bombarderos ligeros, como parte de la Operación Banquet. Una conversión más radical incluía el “paraslasher”, una hoja con forma de guadaña montada en un Tiger Moth, ideada para cortar las campanas de los paracaidistas cuando descendían a tierra. Vuelos de pruebas probaron la idea, pero no fue adoptada oficialmente. El Tiger Moth también se probó como dispensador de veneno para ratas Verde de París para usarlo contra las tropas en tierra, con dispensadores de polvos localizados bajo las alas.

### Posguerra

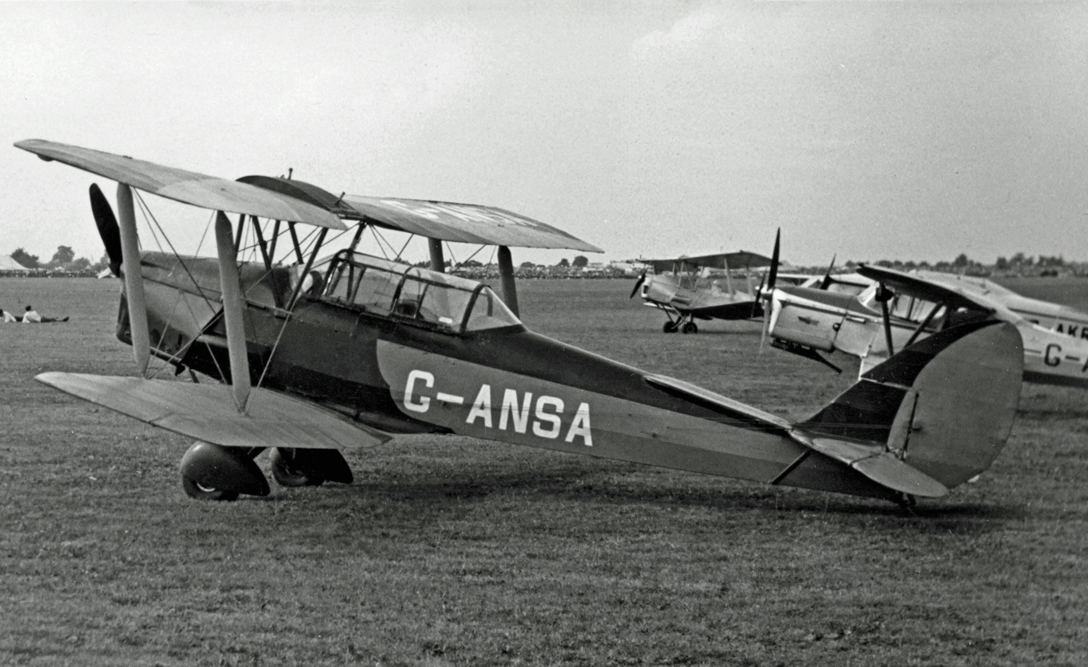
Tiger Moth Coupe con tren de aterrizaje carenado en el Coventry Airport en 1955.

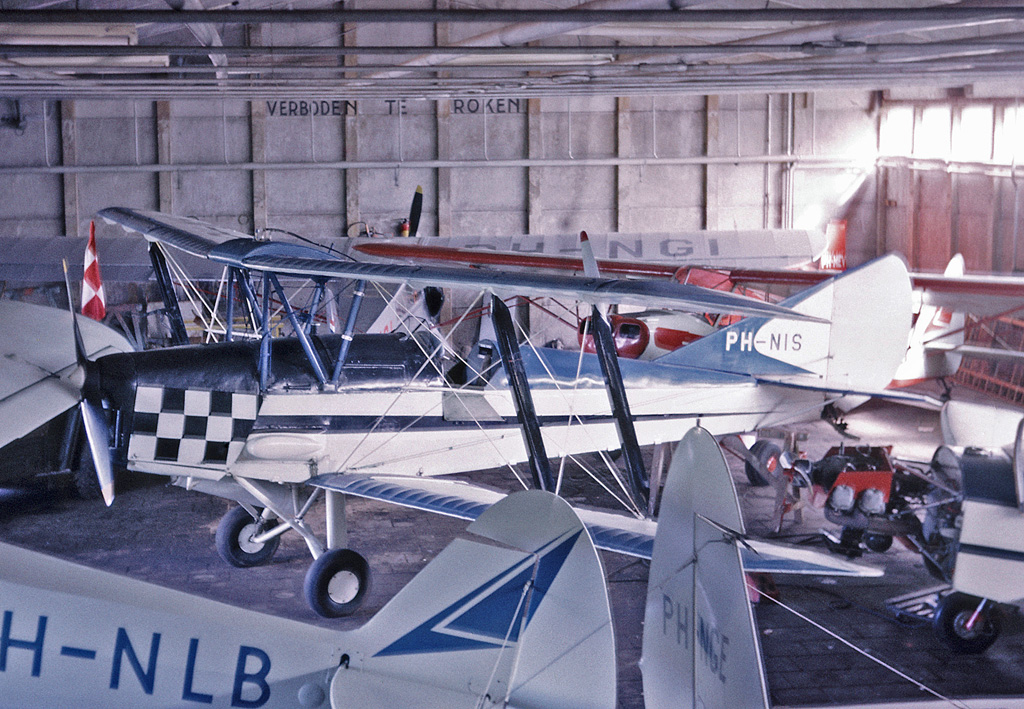
Tiger Moth holandés en el Hilversum Airport en 1967. Tiene el área ampliada del empenaje requerida por las autoridades holandesas.

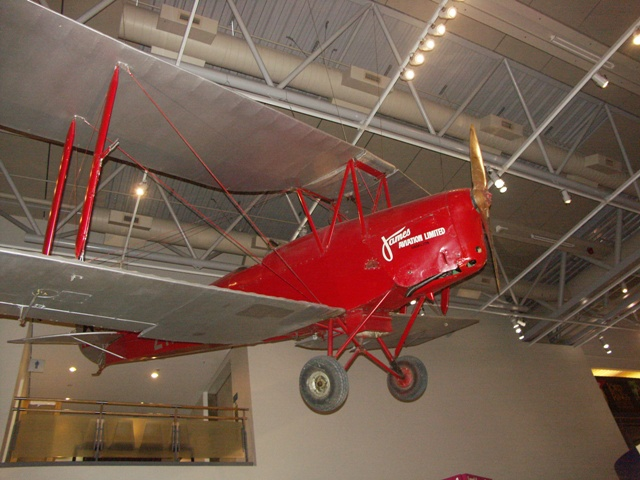
Una de las primeras conversiones de fertilización del Tiger Moth en el Museo de Nueva Zelanda Te Papa Tongarewa en 2009.

En el clima de posguerra, los Tiger Moth requisados fueron devueltos a sus antiguos operadores y propietarios civiles. Además, grandes cantidades de Tiger Moth excedentes pasaron a estar disponibles para la venta a clubes de vuelo y particulares. También había relativamente pocos aviones ligeros nuevos en fabricación en el momento en que esto sucedió. Debido a que el modelo era relativamente barato de operar y a los factores ya mencionados, el Tiger Moth encontró una entusiasta recepción en el mercado civil. Adicionalmente fue prontamente puesto en uso en varias tareas que incluían la propaganda aérea, ambulancia aérea, como avión acrobático, fumigación y remolque de planeadores.
En el mercado de las carreras aéreas, una cantidad de Tiger Moth fue convertida a la configuración monoplaza, a menudo temporalmente. Varios aviones fueron muy modificados para aumentar la velocidad; estos cambios incluyeron alteraciones como la retirada del depósito de combustible de la sección central, configuraciones alternativas del depósito de combustible, elevadores totalmente nuevos, inyectores de combustible personalizados, y el recubrimiento del fuselaje con tela ligera. Tres aviones en particular, G-APDZ, G-ANZZ y G-ANMZ, fueron reconstruidos de esta manera y usados frecuentemente en competiciones internacionales; los cambios de diseño permitían unas prestaciones mejoradas durante el vuelo invertido.
Muchos ejemplares ex RAF fueron importados a los Países Bajos durante la era de la posguerra y usados para equipar a la Escuela Nacional de Vuelo holandesa en Ypenburg. A estos aviones les fue solicitado, por parte de las autoridades holandesas de aviación civil, que fueran equipados con una aleta dorsal mayor, incorporando una extensión por delante del empenaje, para obtener una superficie adicional; este requerimiento también fue extendido a los Tiger Moth civiles en los Países Bajos.
El Tiger Moth puede ser confundido a primera vista con el avión acrobático de diseño belga Stampe SV.4, que tenía un diseño muy similar; ambos aviones usaban una configuración de tren de aterrizaje similar, un ala aflechada ligeramente y un diseño de motor y capota muy parecido. Varios Tiger Moth fueron convertidos durante los años cincuenta a un estándar Coupe, que requería la instalación de una cubierta deslizante sobre ambos puestos de la tripulación, no muy diferente de los entrenadores biplanos Finch de construcción canadiense que habían trabajado junto con los Tiger Moth en la RCAF como entrenadores en Canadá, durante los años de guerra del modelo.
Tras el desarrollo de la fertilización aérea en Nueva Zelanda, grandes cantidades de Tiger Moth ex Real Fuerza Aérea de Nueva Zelanda, construidos en aquel país y en el Reino Unido, fueron convertidos en aviones agrícolas; en ese momento fue un uso pionero del avión. En esta tarea, el asiento delantero era reemplazado comúnmente por una tolva que contenía fosfato monocálcico para la fertilización. Una gran cantidad también fue utilizada para desplegar insecticida en las tareas de fumigación, por lo que se usaron varios dispositivos alternativos, incluyendo el uso de tuberías perforadas que eran instaladas bajo los planos principales o la instalación de atomizadores rotativos en el plano principal inferior.
Los Tiger Moth de la Marina Real utilizados como remolcadores de blancos y como máquinas de “experiencias aéreas” se convirtieron en los últimos ejemplares militares, cuando el servicio compró un lote de ejemplares civiles remozados en 1956. Uno de ellos se convirtió en el último biplano en aterrizar en un portaaviones (HMS Eagle) en el Canal de la Mancha durante el verano de 1967. Durante el despegue, el viento sobre la cubierta permitía que el avión volase, pero era más lento que el portaaviones, que tuvo que girar bruscamente a estribor para evitar una posible colisión. Estos aviones permanecieron en servicio hasta principios de los años 70.
El Tiger Moth (y, por extensión, el similar Stampe-Vertongen SV.4 belga) había sido usado a menudo como sustituto de aviones más raros en películas, a veces siento modificados para parecerse al avión que estaban sustituyendo. Un trío de aviones fue convertido por Film Aviation Services Ltd, basada en Croydon, para su uso en la filmación de la película Lawrence de Arabia de 1962; un Tiger Moth se convirtió en una réplica de un D.VII, mientras que otros dos aviones parecían C.IV para simular estos modelos en la película. Varios Tiger Moth fueron usados en las escenas de accidente en El carnaval de las águilas, simulando ser un Curtiss JN-1. Gracias a la popularidad del modelo y a los crecientes costes de los ejemplares en estado de vuelo, una serie de réplicas a escala real o reducida han sido diseñadas para la construcción amateur; estas incluyen el R-80 Tiger Moth y el RW22 Tiger Moth.

## Variantes

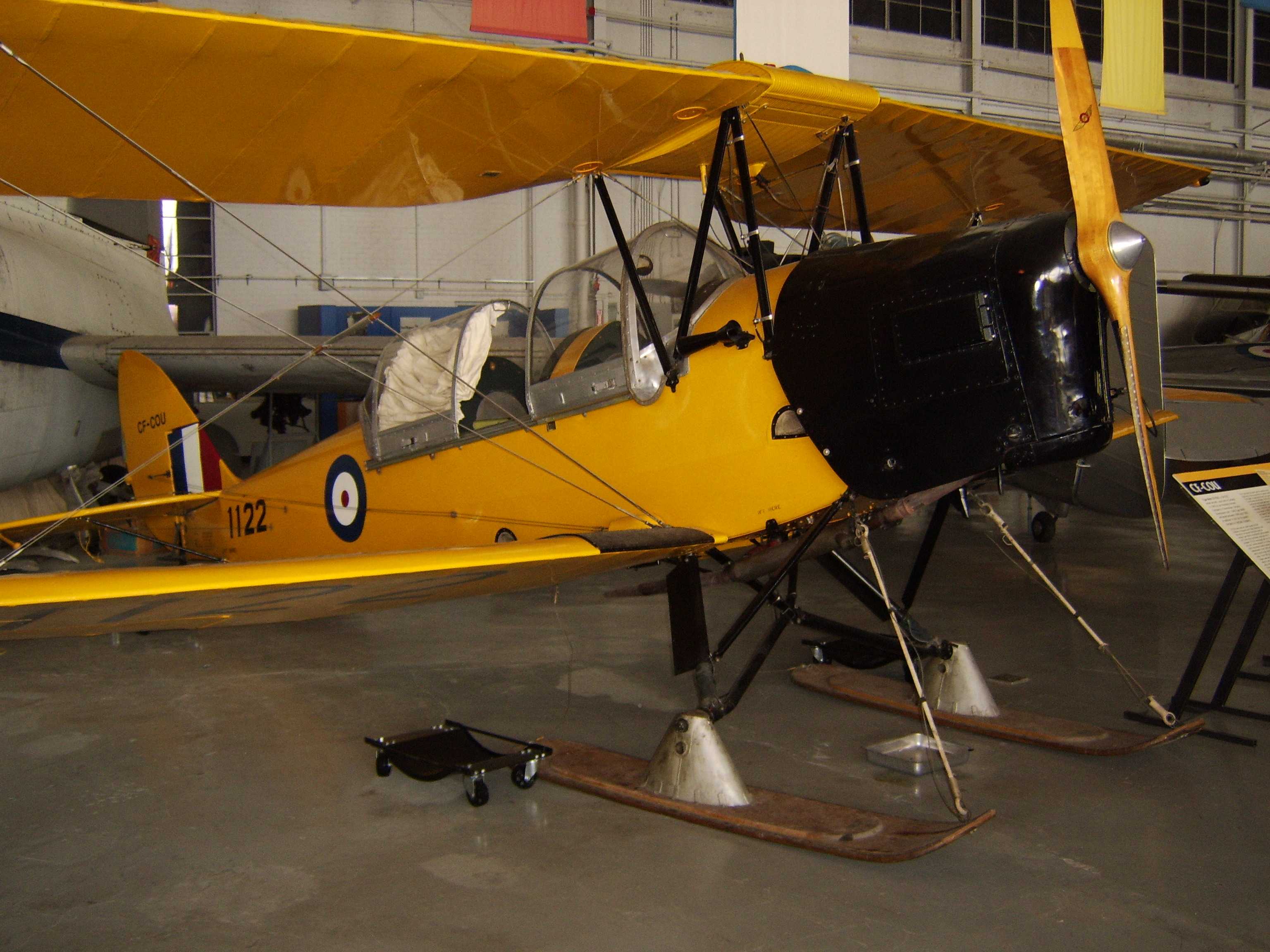
de Havilland Canada DH.82C en "amarillo de entrenamiento" del Plan de Formación Aérea de la Comunidad Británica en el Western Canada Aviation Museum (nótense los esquís).

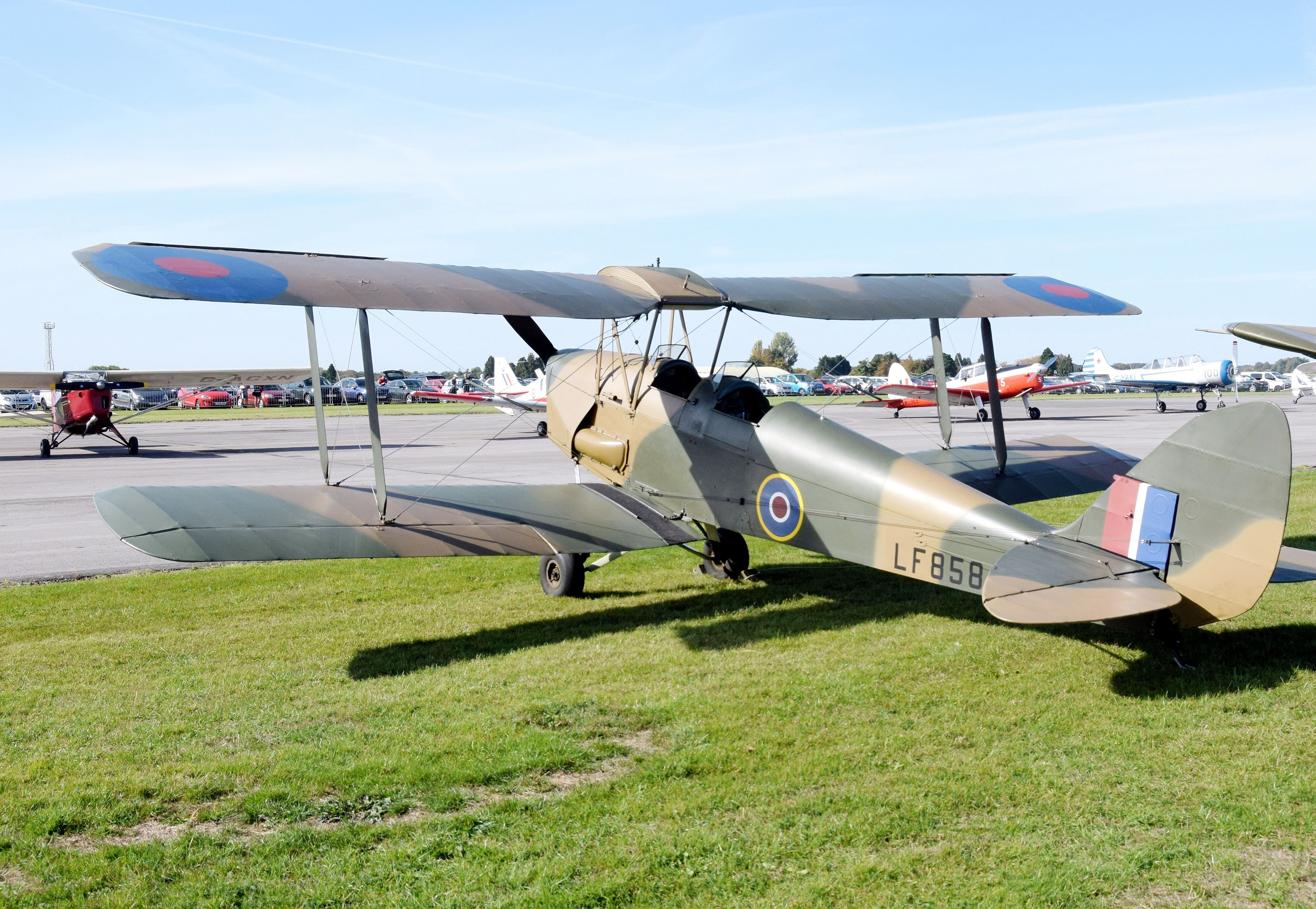
De Havilland DH.82B Queen Bee de 1944 de un particular, ex RAF, en Inglaterra.

DH.60T Moth Trainer/Tiger Moth
Versión de entrenamiento militar del De Havilland DH.60 Moth. Los primeros ocho prototipos de aeronaves de configuración DH.82 fueron bautizados Tiger Moth.
DH.82 Tiger Moth (Tiger Moth I)
Entrenador primario de dos asientos. Propulsado por un motor De Havilland Gipsy III de 89 kW (120 hp); renombrado Tiger Moth I en la RAF.
DH.82A Tiger Moth (Tiger Moth II)
Entrenador principal de dos asientos. Propulsado por un motor De Havilland Gipsy Major de 97 kW (130 hp); renombrado Tiger Moth II en la RAF.
DH.82B Tiger Moth III
Variante mejorada con un motor De Havilland Gipsy Major III, tenía fuselaje más ancho y empenaje mayor. Primer vuelo el 1 de octubre de 1939, sólo un ejemplar construido. En algunas referencias, la designación es erróneamente aplicada al Queen Bee.
DH.82C Tiger Moth
Versión para operaciones de clima frío para la RCAF. Equipado con cubiertas de pérspex deslizantes, calefacción en cabina, frenos, rueda de cola y soportes metálicos. Las ruedas principales fueron adelantadas 24,7 cm para compensar la instalación de los frenos, que cambió el ángulo de las patas del tren de aterrizaje. Propulsada por un motor De Havilland Gipsy Major de 108 kW (145 hp); 1523 construidos (incluyendo los Menasco Moth y PT-24).
DH.82C-2 Menasco Moth I
DH.82C equipados con un motor lineal de 4 cilindros invertidos Menasco D-4 Super Pirate de 125 hp por la escasez de motores Gipsy Major. Debido a la reducción de potencia, fueron usados principalmente como entrenadores de radio. Distinguible externamente del 82C por la rotación opuesta de la hélice y la inversión de las aberturas de la capota. 10 construidos.
DH.82C-4 Menasco Moth II
Como el DH.82C-2, pero con capacidad de combustible reducida y más cambios en detalle. Un ejemplar sobrevive y está en exhibición en el Canada Aviation and Space Museum en Ottawa. 125 construidos.
DH.82C-4 Menasco Moth III
Equipado con la radio estadounidense AT-1/AR-2 y destinado como entrenador de radio desde el principio, pero el proyecto fue cancelado cuando la escasez de radios y motores británicos fue resuelta. El único ejemplar, RCAF 4934, fue convertido desde un Menasco Moth II.
DH.82B Queen Bee
Blanco aéreo no tripulado radiocontrolado que usaba las alas del Tiger Moth y, por economía, un fuselaje de madera basado en el usado por el DH.60 Moth (pero con los cambios estructurales asociados con los soportes de cabaña, que habían sido recolocados como en el Tiger Moth estándar). El Queen Bee estaba destinado a operar tanto con flotadores como con ruedas. En 2008, el único Queen Bee en estado de vuelo superviviente residía en RAF Henlow, Inglaterra. 405 construidos.
PT-24 Moth
Designación militar de los Estados Unidos para los DH.82C ordenados para la Ley de Préstamo y Arriendo para la Real Fuerza Aérea Canadiense, 200 construidos por De Havilland Canada.
Thruxton Jackaroo
Biplano de cabina de cuatro plazas, modificado desde células existentes de DH.82A, mediante el ensanchado del hueco existente entre los larguerillos del fuselaje. Se convirtieron 19 ejemplares en el Reino Unido.
DH.83 Fox Moth
Usaba muchos componentes del Tiger Moth, incluyendo las alas (modificadas sin flecha), cola y tren de aterrizaje, con un nuevo fuselaje que presentaba una cabina cerrada para los pasajeros, y una cabina abierta para el piloto. Construido en el Reino Unido antes de la guerra y en Canadá después de la misma.

## Operadores

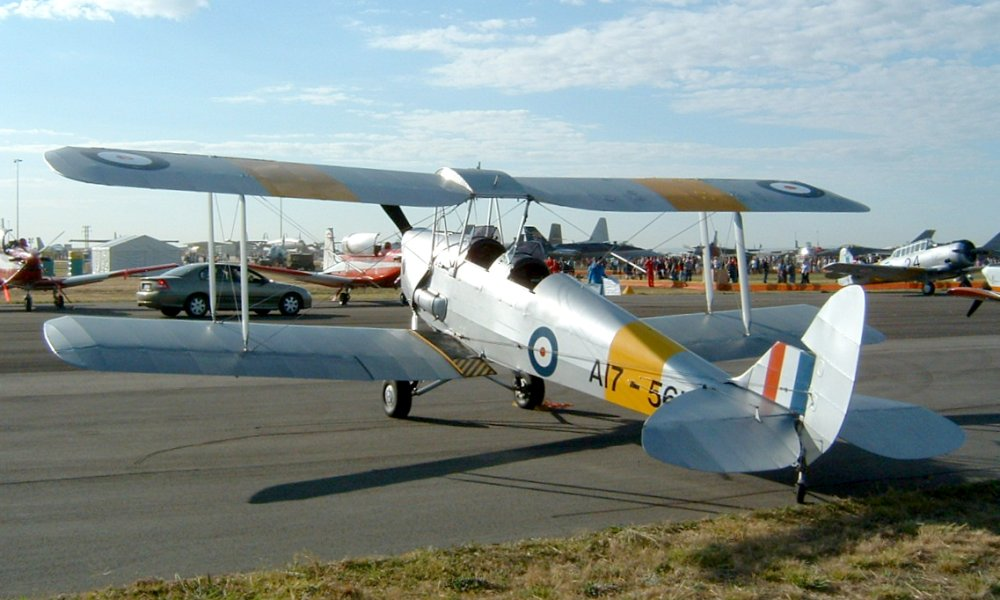
DH.82A Tiger Moth con los colores de la RAAF.

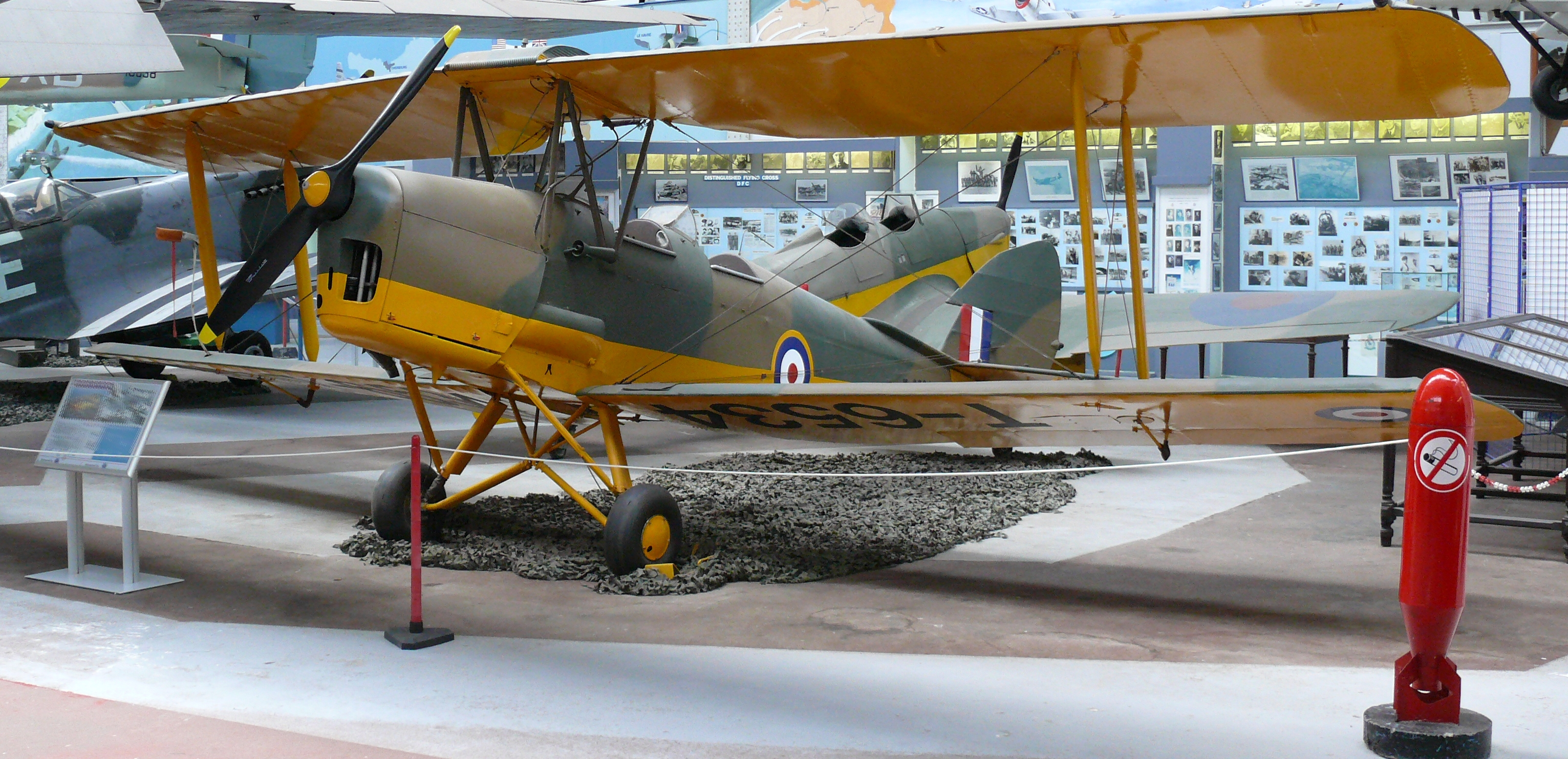
Tiger Moth con camuflaje británico, Real Museo de las Fuerzas Armadas y de la Historia Militar, Bruselas, Bélgica (2011).

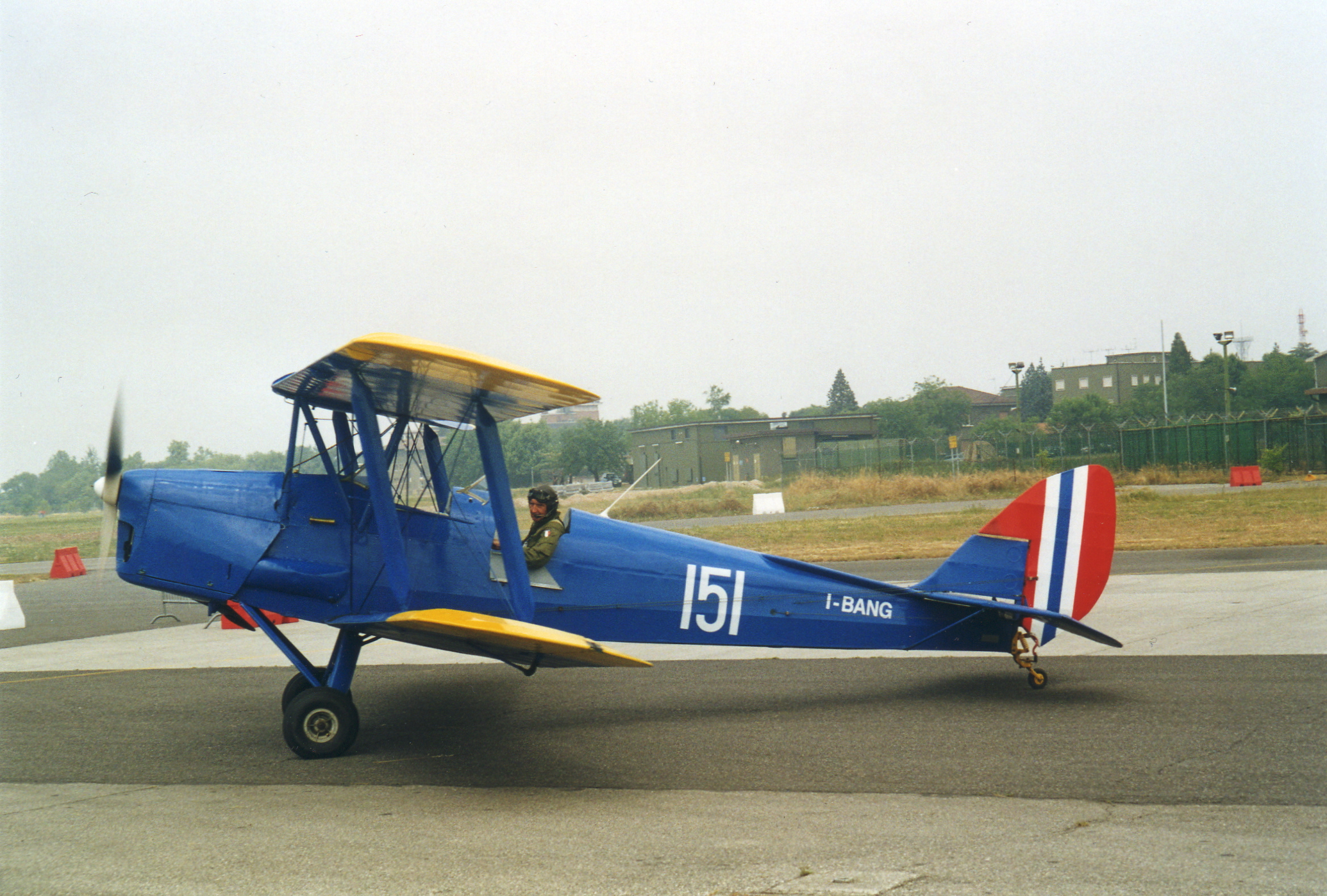
DH.82A Tiger Moth con los colores de la Real Fuerza Aérea Noruega.

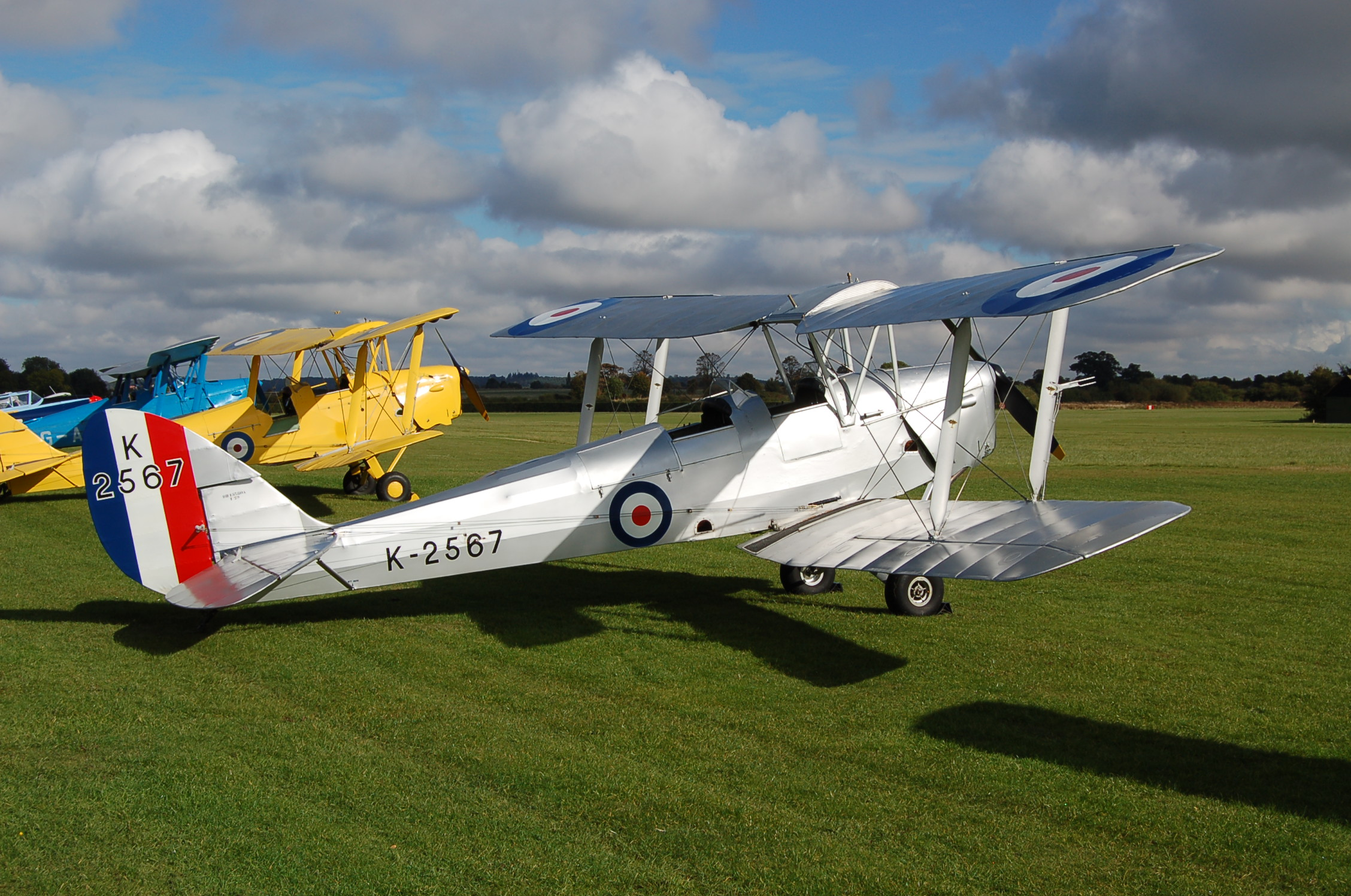
Tiger Moth K2567 (G-MOTH), en 2012 (parte de la colección Russavia en 1993).

### Militares
Alemania
- Luftwaffe: pequeñas cantidades.[43]

 Arabia Saudita
- Real Fuerza Aérea Saudí

 Australia
- Real Fuerza Aérea Australiana
- Armada Real Australiana (Arma Aérea de la Flota)

 Bélgica
- Componente Aéreo del Ejército Belga: 31 operados desde 1945.

 Brasil
- Fuerza Aérea Brasileña: 5 entregados en 1932 y 12 en 1935.
- Aviación Naval Brasileña

 Birmania
- Burma Volunteer Air Force
- Fuerza Aérea de Birmania

 Canadá
- Real Fuerza Aérea Canadiense
- Marina Real Canadiense

 Ceilán
- Real Fuerza Aérea de Ceilán

 República Democrática del Congo
- Fuerza Aérea Congoleña

 Checoslovaquia
- Fuerza Aérea Checoslovaca: un avión en servicio desde 1945 hasta 1948.

 Dinamarca
- Real Fuerza Aérea de Dinamarca

 Egipto
 España
- Fuerzas Aéreas de la República Española

 Estado español
- Ejército del Aire

 Estados Unidos
- Fuerzas Aéreas del Ejército de los Estados Unidos

 Finlandia
- Fuerza Aérea Finlandesa

 Francia
- Ejército del Aire francés

 Reino de Grecia
- Real Fuerza Aérea Griega

 Raj británico/ India
- Real Fuerza Aérea India
- Fuerza Aérea India

 Irán
- Fuerza Aérea Imperial Iraní: 99 ejemplares importados y 10 construidos localmente en 1938-39.[44]

 Irak
- Fuerza Aérea Iraquí

 Israel
- Fuerza Aérea Israelí
- Sherut Avir

 Jordania
- Real Fuerza Aérea Jordana

 Federación Malaya
- Fuerza Aérea Auxiliar Malaya

 Nueva Zelanda
- Real Fuerza Aérea de Nueva Zelanda

 Noruega
- Servicio Aéreo del Ejército Noruego

 Países Bajos
- Real Fuerza Aérea de los Países Bajos
- Servicio Neerlandés de Aviación Naval
- Real Fuerza Aérea de las Indias Orientales Neerlandesas

 Pakistán
- Fuerza Aérea de Pakistán

 Polonia
- Fuerza Aérea de Polonia: un ejemplar comprado para realizar pruebas antes de 1939.[45]
- Fuerzas Aéreas Polacas en Francia y Reino Unido

 Portugal
- Aviación del Ejército Portugués
- Aviación Naval Portuguesa
- Fuerza Aérea Portuguesa

 Reino Unido
- Real Fuerza Aérea
- Arma Aérea de la Flota

 Rodesia
- Fuerza Aérea Rodesiana

 Rodesia del Sur
- Fuerza Aérea de Rodesia del Sur

 Sri Lanka
- Fuerza Aérea de Sri Lanka

 Sudáfrica
- Fuerza Aérea Sudafricana

 Suecia
- Fuerza Aérea Sueca

 Tailandia
- Real Fuerza Aérea Tailandesa[46]
- Real Armada Tailandesa[46]
- Real Fuerza Aérea[46]

 Uruguay
- Fuerza Aérea Uruguaya: 18 DH.82 Tiger Moth operaron en la Aeronáutica Militar entre 1935 y 1949.

 Yugoslavia
- Fuerza Aérea de la República Federal Socialista de Yugoslavia: 24 aeronaves.[47]

### Civiles
La aeronave es operada por muchos particulares y clubes de vuelo.

## Supervivientes

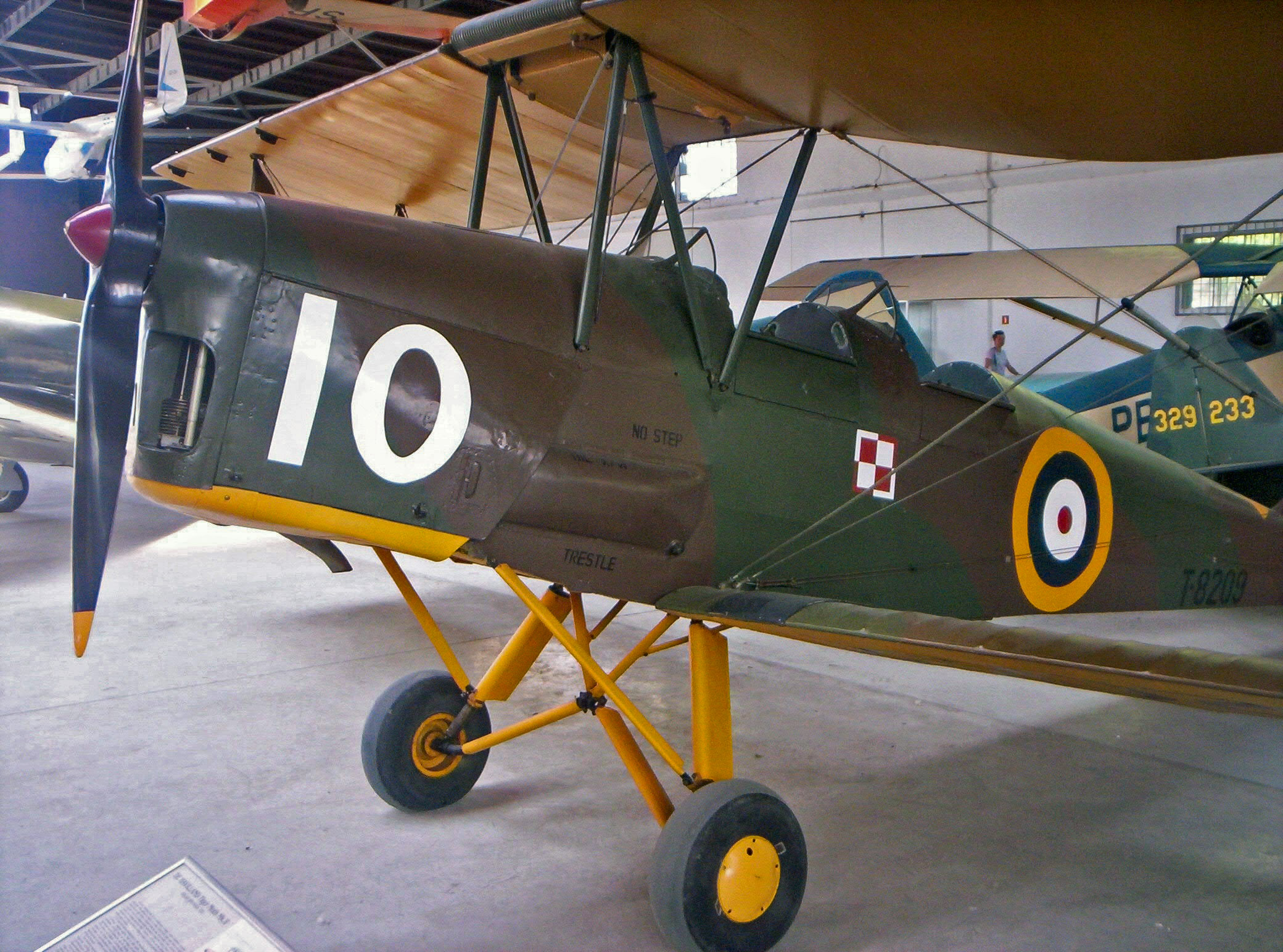
Tiger Moth II preservado en el Museo Polaco de Aviación, 2006.

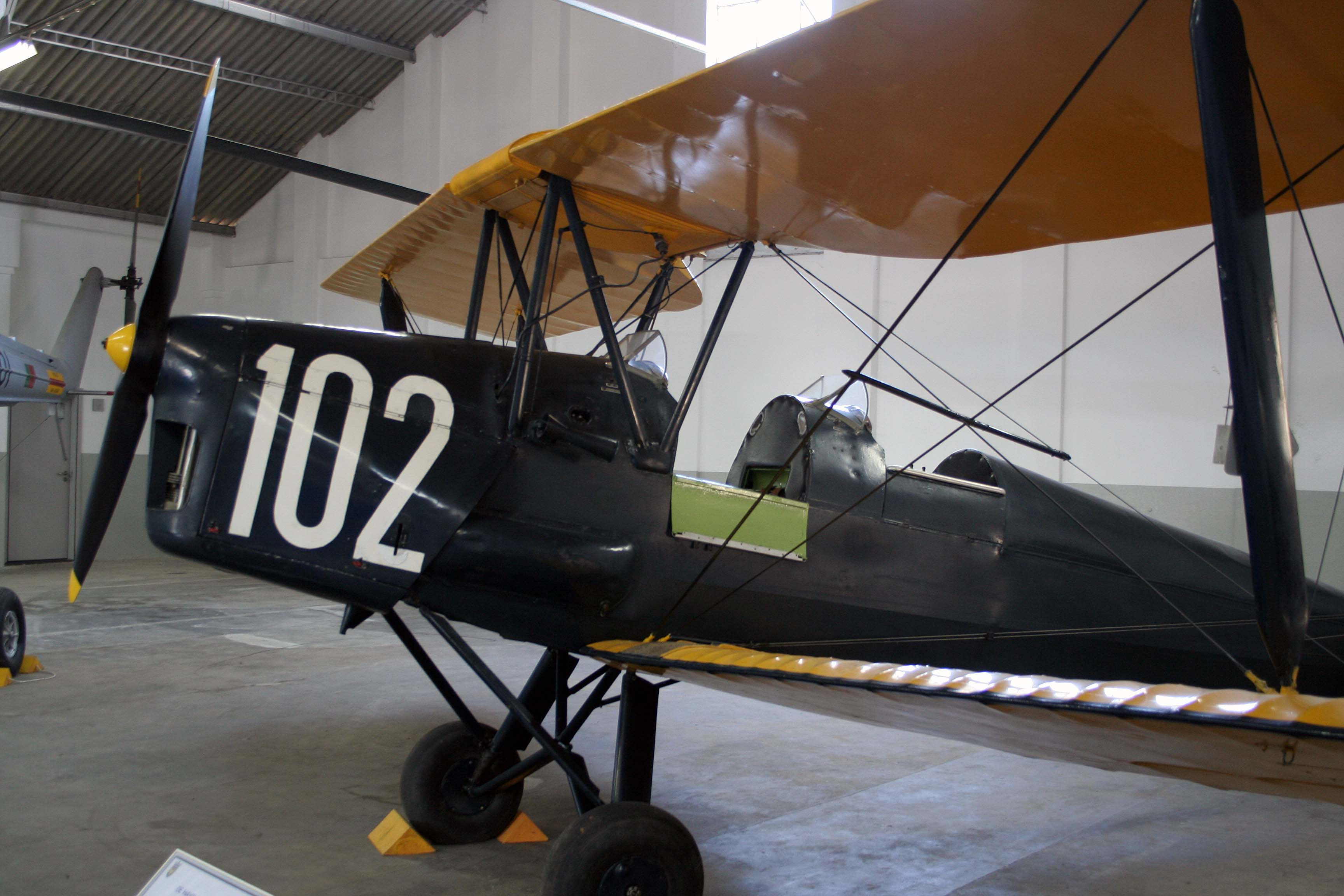
De Havilland DH-82 Tiger Moth portugués en el Museu do Ar.

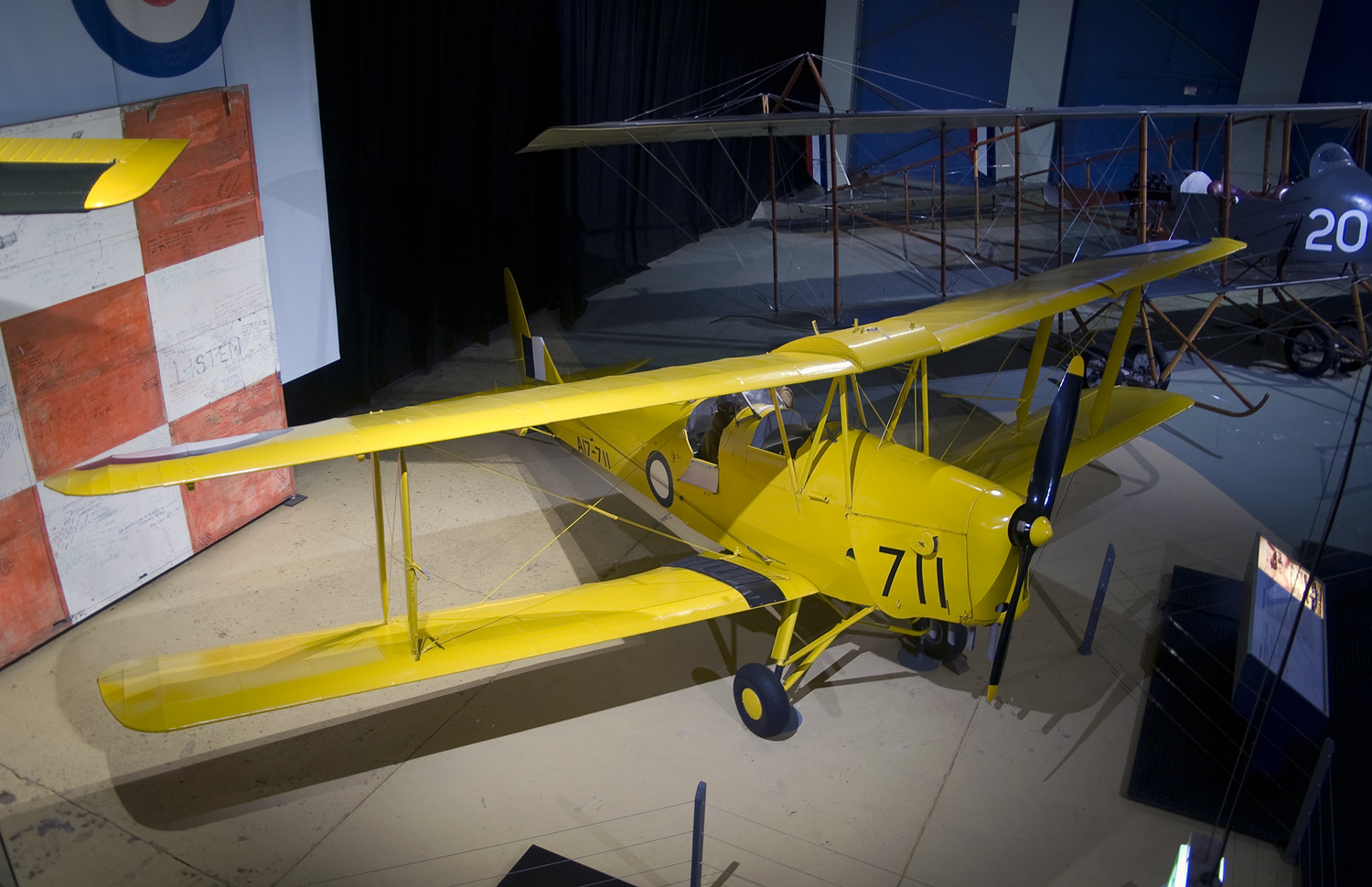
De Havilland Tiger Moth (A17-711) con los colores de entrenamiento de la Segunda Guerra Mundial en el RAAF Museum.

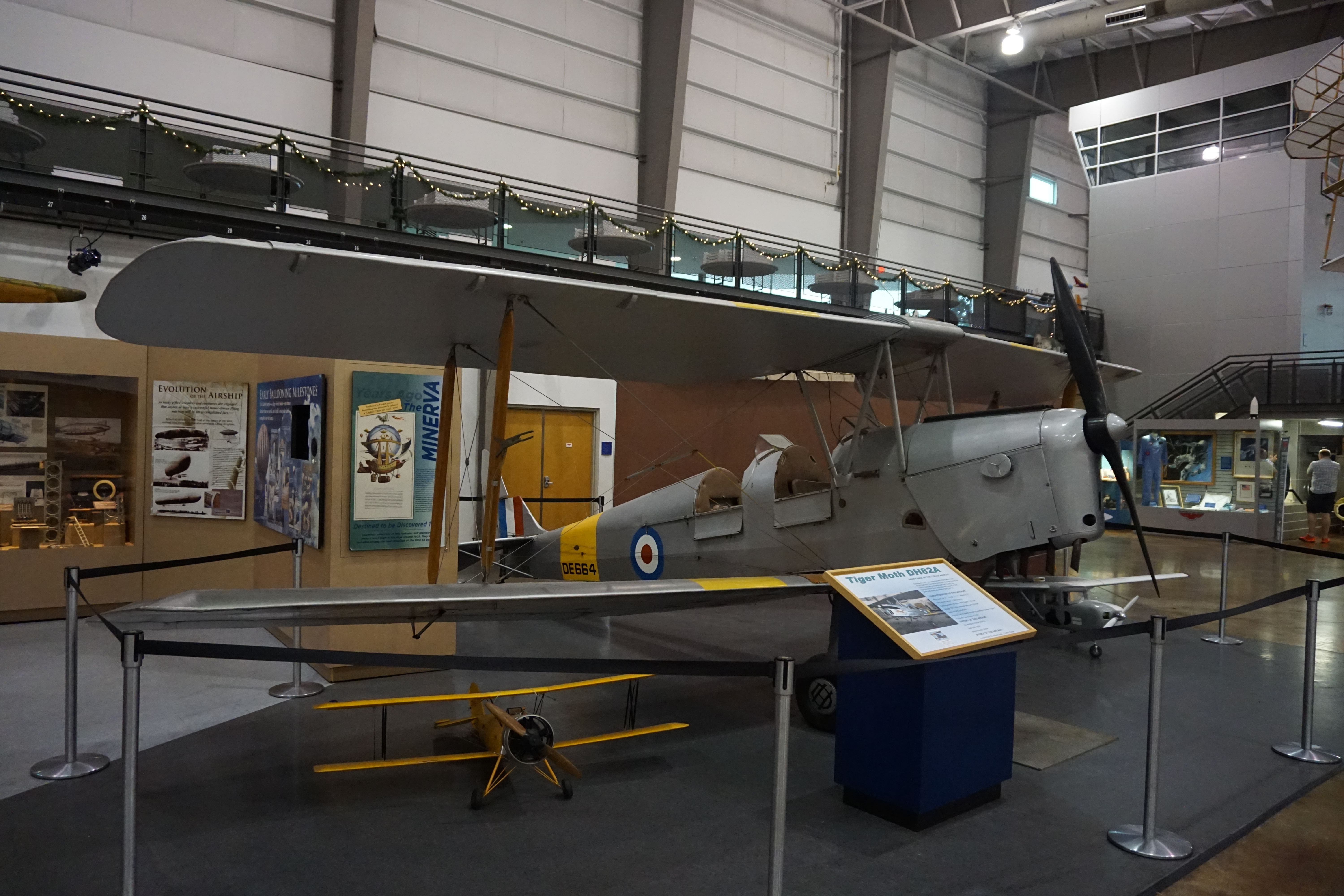
Un de Havilland Tiger Moth en el Frontiers of Flight Museum.

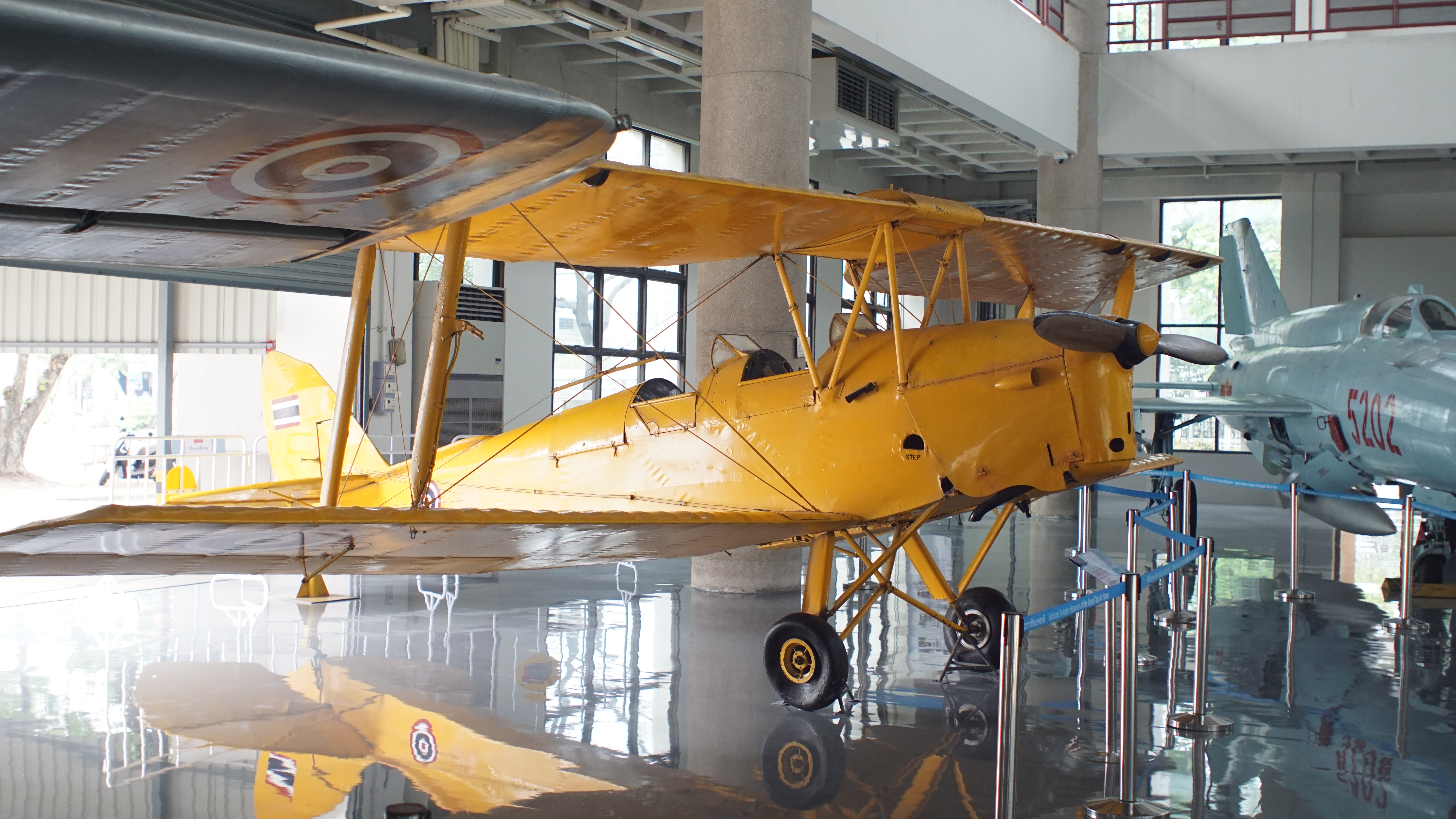
De Havilland Tiger Moth en el Museo de la Real Fuerza Aérea Tailandesa.

Actualmente, numerosos ejemplares de Tiger Moth están todavía en condiciones de vuelo (unos 250 estimados). El número de Tiger Moth ha aumentado, ya que aeronaves previamente abandonadas (o solo usadas previamente en exhibición estática en museos) han sido restauradas.
Una serie de aeronaves ha sido preservada y exhibida en museos como (entre otros):
- Alberta Aviation Museum, Edmonton, Canadá.
- Aviodrome en el Aeropuerto de Lelystad en los Países Bajos.
- Canadian Air and Space Museum, Toronto, Canadá.
- Canada Aviation and Space Museum, Ottawa, Canadá: dos ejemplares, uno exhibido, uno almacenado.[48][49]
- Canadian Museum of Flight, Langley, Canadá.
- Canadian Warplane Heritage Museum, Hamilton, Canadá.
- Commonwealth Air Training Plan Museum, Brandon, Manitoba, Canadá.
- EAA AirVenture Museum, Oshkosh, Estados Unidos.
- Edenvale Classic Aircraft Foundation, Stayner, Ontario, Canadá. En estado de vuelo y disponible para realizar vuelos.
- Hellenic Air Force Museum, Tatoi, Grecia.[50]
- Flygvapenmuseum en la Base Aérea Malmen, cerca de Linköping, Suecia.
- The Hangar Flight Museum, Calgary, Canadá.
- Indian Air Force Museum, Palam: un ejemplar en estado de vuelo en el Vintage Flight Squadron.
- Museo de la Fuerza Aérea de Israel, Hatzerim, Israel.
- Kbely Aviation Museum, Praga, República Checa.[51]
- Luskintyre Aviation Flying Museum, Luskintyre, Nueva Gales del Sur, Australia: restauradores y constructores de Tiger Moth.
- Mackay Tiger Moth Museum, Mackay, Australia.
- Malta Aviation Museum en Malta.
- de Havilland Aircraft Museum en London Colney, Inglaterra.
- Museo Aeronáutico "Coronel (Aviador) Jaime Meregalli" en Uruguay.
- Museo Nacional Aeronáutico y del Espacio en Chile.
- Museu Aeroespacial, a 25 km de Río de Janeiro ein Brasil.
- Museu do Ar, Sintra, Portugal.
- Museo de Nueva Zelanda Te Papa Tongarewa en Wellington, Nueva Zelanda.
- National Museum of Flight at RAF East Fortune en Escocia.
- Museo Nacional de la Fuerza Aérea de Estados Unidos, Dayton, Ohio, Estados Unidos.[52]
- Old Rhinebeck Aerodrome de Cole Palen en Rhinebeck/Red Hook, Nueva York, Estados Unidos.[53]
- PAF Museum, Karachi, Pakistán.
- Museo Polaco de Aviación en el antiguo Kraków-Rakowice-Czyżyny Airport en Polonia.
- RAAF Museum, RAAF Williams en Point Cook, Australia.
- Reynolds-Alberta Museum 3n Wetaskiwin, Canadá.[54]
- Royal Aero Club of Western Australia (Inc.), Jandakot, Australia.
- Real Museo de las Fuerzas Armadas y de la Historia Militar, Bruselas, Bélgica.
- Royal New Zealand Air Force Museum, Wigram, Nueva Zelanda: 1 avión en estado de vuelo en escuadrilla histórica.
- Royal Newcastle Aero Club, Rutherford, Nueva Gales del Sur, Australia: vuelos escénicos y acrobáticos en el VH-RNI.
- Royal Thai Air Force Museum, Bangkok, Tailandia.
- Saskatchewan Western Development Museum, Moose Jaw, Canadá.
- Shuttleworth Collection en Old Warden, Inglaterra.
- Sri Lanka Air Force Museum, Sri Lanka.
- Temora Aviation Museum, Temora, Australia.
- Tiger Boys' Aeroplane Works & Flying Museum, Guelph, Ontario, Canadá.
- The Tiger Club, Upminster, Essex, Reino Unido.[55]
- Vintage Wings of Canada, Gatineau, Quebec, Canadá.
- Western Canada Aviation Museum en Winnipeg, Canadá.
- Yugoslav Aeronautical Museum, Serbia.

## Especificaciones (DH.82A)
Referencia datos: The Tiger Moth Story, The de Havilland Tiger Moth

### Características generales
- Tripulación: Dos (alumno e instructor)
- Longitud: 7,3 m (24,1 ft)
- Envergadura: 8,9 m (29,3 ft)
- Altura: 2,7 m (8,8 ft)
- Superficie alar: 22,2 m² (239 ft²)
- Peso vacío: 506 kg (1115,2 lb)
- Peso útil: 323 kg (711,9 lb)
- Peso máximo al despegue: 828 kg (1824,9 lb)
- Planta motriz: 1× motor lineal invertido de cuatro cilindros refrigerado por aire De Havilland Gipsy Major I.
  - Potencia: 100 kW (138 HP; 136 CV)
- Capacidad de combustible: 82 l (45 l adicionales)

### Rendimiento
- Velocidad máxima operativa (Vno): 175 km/h (109 MPH; 94 kt) a 300 m (1000 pies)
- Velocidad crucero (Vc): 108 km/h (67 MPH; 58 kt)
- Alcance: 486 km (262 nmi; 302 mi)
- Techo de vuelo: 4145 m (13 599 ft)
- Régimen de ascenso: 3,4 m/s (671 ft/min)

### Armamento
- Bombas: 

  - 8 de 9,07 kg

## Aeronaves relacionadas

### Aeronaves similares
- Bücker Bü 131 Jungmann
- Focke-Wulf Fw 44
- Gotha Go 145
- Stampe-Vertongen SV.4
- Fleet Finch
- Boeing-Stearman Modelo 75
- Levente II
- Polikarpov Po-2

### Secuencias de designación
- Secuencia DH._ (interna de de Havilland): ← DH.79 - DH.80 - DH.81 - DH.82 - DH.83 - DH.84 - DH.85 →
- Secuencia PT-_ (Entrenadores Primarios del USAAC/USAAF, 1925-1948): ← PT-21 - PT-22 - PT-23 - PT-24 - PT-25 - PT-26 - PT-27
- Secuencia Sk _ (Entrenadores de la Fuerza Aérea Sueca, pre-1940): ← Sk 8 - Sk 9 - Sk 10 - Sk 11 - Sk 12 - Sk 14 - Sk 15 →
- Secuencia Numérica (Aeronaves del Ejército del Aire español, 1939-1945): ← 28 - 29 - 30 (I) - 30 (II) - 30 (III) - 30 (IV) - 30 (V) →
- Secuencia EE._ (Aeronaves de Escuela Elemental del Ejército del Aire español, 1945-1954): EE.1 (I) - EE.1 (II) - EE.2 - EE.3 - EE.4 →